# Bousculade d'Halloween à Itaewon
La bousculade d'Halloween à Itaewon est survenue le 29 octobre 2022 lors du festival d'Halloween à Itaewon, un quartier de Séoul, la capitale de Corée du Sud et a fait 159 morts et 133 blessés,,,.
Cette bousculade est la pire catastrophe survenue en Corée du Sud depuis le naufrage du Sewol en 2014, qui a tué plus de 300 personnes.

## Contexte
Le quartier d'Itaewon,  dans le centre de Séoul, est un lieu très fréquenté, car on y trouve des discothèques et des bars. Le 29 octobre 2022, environ 100 000 personnes ont assisté à Halloween, événement le plus couru de la région depuis la pandémie de COVID-19.

## Bousculade
La bousculade s'est produite à 22 h 20 heure locale près de l'hôtel Hamilton, dans une rue étroite où  la foule s'était agglutinée parce qu'une rumeur disait qu'une célébrité non identifiée était présente dans un bar. La petite rue dans laquelle l'incident s'est produit descend et y rencontre une autre rue, ce qui conduit les gens à s'entasser dans ce segment étroit. La rue ne mesure qu'environ 50 m de long et 5 m de large, ce qui empêche les services d'urgence d'accéder à la totalité du site. Peu après le drame, 81 appels aux urgences sont passés concernant des personnes souffrant de difficultés respiratoires. Des photographies et des vidéos montrent des acteurs du festival costumés portant secours aux blessés.

## Conséquences
Les autorités de Séoul ont déclaré lors d'un bilan provisoire qu'au moins 120 personnes ont été tuées, et que d'autres victimes étaient encore à craindre. L'Agence nationale des pompiers (en) et le ministère de l'Intérieur et de la Sécurité ont déclaré que près de 100 personnes avaient été blessées et 50 avaient reçu des soins médicaux pour des arrêts cardiaques.  Le service d'incendie de Yongsan a déclaré que le nombre de morts pourrait augmenter car de nombreux blessés ont été transportés vers divers hôpitaux à travers la ville, et que le bilan n'est pas achevé. 74 corps ont été transférés dans des hôpitaux tandis que 46 sont restés dans les rues[Quand ?].

## Victimes
| Nationalité  | Décès | Ref.   |
| ------------ | ----- | ------ |
| Corée du Sud | 130   | [ 14 ] |
| Iran         | 5     | [ 15 ] |
| Chine        | 4     | [ 16 ] |
| Russie       | 4     | [ 17 ] |
| Japon        | 2     | [ 18 ] |
| États-Unis   | 2     | [ 19 ] |
| Australie    | 1     | [ 20 ] |
| Autriche     | 1     | [ 21 ] |
| France       | 1     | [ 22 ] |
| Kazakhstan   | 1     | [ 23 ] |
| Malaisie     | 1     | [ 24 ] |
| Norvège      | 1     | [ 25 ] |
| Sri Lanka    | 1     | [ 26 ] |
| Thailande    | 1     | [ 27 ] |
| Ouzbékistan  | 1     | [ 28 ] |
| Vietnam      | 1     | [ 29 ] |
| Total        | 156   |        |

Le CDSCH (Central Disaster and Safety Countermeasures Headquarters) a annoncé au moins 156 morts, avec la possibilité de voir ce chiffre encore augmenter. Au 1er novembre 2022, 101 femmes et 55 hommes ont trouvé la mort.
Quatre victimes étaient adolescentes, 96 avaient la vingtaine, 32 avaient la trentaine, 9 la quarantaine et 13 n'ont pas encore[évasif] été identifiées. Au moins vingt-six citoyens de quatorze pays différents figurent parmi les victimes,.

## Réactions
Un message d'urgence a été envoyé aux téléphones portables à Yongsan exhortant les gens à rentrer immédiatement chez eux en raison d'une « urgence près de l'hôtel Hamilton à Itaewon ». L'Agence nationale des pompiers a déclaré que 400 membres du personnel d'urgence à travers le pays avaient été déployés sur les lieux.
Le maire de Séoul, Oh Se-hoon, qui était en voyage en Europe, est retourné à Séoul.